# Mátyás Szűrös
Mátyás Szűrös (n. 11 septembrie 1933, la Püspökladány, Ungaria) este un politician maghiar, care a fost președinte provizoriu al Ungariei, din 8 octombrie 1989, până în 2 mai 1990. A fost primul președinte al celei de-a III-a Republici Ungare, în perioada de tranziție de la comunism la democrație. 

## Biografie
Mátyás Szűrös s-a născut la 11 septembrie 1933, la Püspökladány, județul Hajdú-Bihar.
A studiat Relații Internaționale la Moscova în perioada 1953 - 1959, după care a intrat în serviciul diplomatic ungar.
A fost ambasador în Republica Democrată Germană și în Uniunea Sovietică.  

### Președinte provizoriu al Ungariei
În perioada 8 octombrie 1989, până în 2 mai 1990, Mátyás Szűrös a fost președinte provizoriu al Ungariei, fiind primul președinte al celei de-a III-a Republici Ungare, în perioada de tranziție de la comunism la democrație.

### Alte funcții
Mátyás Szűrös a fost purtătorul de cuvânt al Parlamentului Ungariei, din martie 1989 până în martie 1990.

## Opere
- Hazánk és a nagyvilág (1985)
- Hazánk és Európa (1987)
- Magyarságról – külpolitikáról (1989)
- Cselekvő politikával a magyarságért – 1988-1996 (1997)
- Köztársaság született "harangszavú délben" (1999)
- Nemzetpolitika és csatlakozás (2001)